# Middenmeer (Hollands Kroon)
Middenmeer is een dorp in de Wieringermeerpolder, in de Nederlandse gemeente Hollands Kroon in de Kop van Noord-Holland.
In 1980 had Middenmeer 3.000 inwoners en op 1 januari 2023 waren dat er 4.290. Het werd ontworpen en gebouwd bij de drooglegging van de polder. In de Tweede Wereldoorlog is de polder met het dorp geïnundeerd, waarna delen herbouwd moesten worden. In 1975 werd hier de eerste moedermavo van Nederland opgericht, een baanbrekend initiatief. Traditioneel is de werkgelegenheid verbonden met de agrarische sector, maar nadat Microsoft zich hier in 2015 vestigde, is op het bedrijventerrein Agriport A7 een concentratie van datacenters ontstaan.

## Geschiedenis

### De eerste jaren
Evenals Slootdorp en Wieringerwerf, de andere twee Wieringermeerdorpen, is Middenmeer opgezet als modern brinkdorp. Het werd gebouwd vanaf 1932 en is ontworpen door M.J. Granpré Molière, met een rechthoekige dorpskern tussen Westfriesche Vaart en Brugstraat en een industriegebied bij de Wieringerwerfvaart. Het dorp werd toen nog Sluis III genoemd.
De twee stalen ophaalbruggen in geklinknageld vakwerk, in de Brugstraat over de Wieringerwerfvaart en in de Schagerweg over de Slotervaart, waren al in 1931 voltooid. De Hervormde Kerk werd gebouwd in 1934. Op 26 februari 1936 richtte men een graanbeurs op, die elke woensdag gehouden werd. Ook voor andere landbouwproducten, zoals peen en stro, wordt een prijsnotering gemaakt.

### Oorlog en nasleep
Het nabijgelegen vliegveld Middenmeer werd bij de Duitse aanval op Nederland in 1940 gebruikt door de 1e Verkenningsgroep van de Koninklijke Luchtmacht. Op 17 april 1945 werd de Wieringermeerpolder door de Duitsers onder water gezet. Op 11 december 1945 was de polder weer droog en kon met de herbouw van het dorp worden begonnen, met een kleine uitbreiding naar het zuiden en oosten. Evenals het oorspronkelijke dorp was die in traditionalistische stijl uitgevoerd.

### Moedermavo
Na drie jaar lobbyen bij het ministerie begon in Middenmeer in 1975 de eerste moedermavo van Nederland, een controversieel initiatief van Anton Remmers van de Ariënsmavo dat zelfs de internationale pers naar het dorp trok. Een informatieavond lokte vierhonderd mensen naar de afgeladen aula. In het eerste jaar, het Internationaal Jaar van de Vrouw, meldden zich 130 leerlingen uit heel Noord-Holland aan. Ze mengden zich met de tieners van de reguliere mavo, maar kregen les in aparte groepen. Het voor Nederland revolutionaire idee vond grote navolging: binnen anderhalf jaar telde Nederland 41 moedermavo's waar zesduizend vrouwen en enkele mannen onderwijs volgden. Financiering was er nauwelijks, maar de aanloop was zo groot, dat docenten, ouders en oud-leerlingen in 1975 te Tuitjenhorn een houten school mochten afbreken om die binnen enkele weken in Middenmeer weer op te bouwen. Het gevelbeeld De Griffioen van de in 1997 afgebroken Ariënsmavo is in 2004 bij de Brugstraat geplaatst, op een sokkel met gedenkplaat voor de moedermavo.

## Bestuur
Aanvankelijk viel Middenmeer, evenals de rest van de polder, onder de Directie Wieringermeer van de Dienst der Zuiderzeewerken. Op 1 juli 1941 werd Sluis III door de Duitse bezetters hernoemd tot Middenmeer en werd de Wieringermeer een zelfstandige gemeente. Samen met Anna Paulowna, Niedorp en Wieringen is Wieringermeer per 2012 opgegaan in de gemeente Hollands Kroon.

## Economie
De Wieringermeer is traditioneel een akkerbouwgebied, met veel glastuinbouw. Er zijn allerlei economische activiteiten die daarmee verband houden, zoals metaalbedrijven en graanopslag. Er is een groot productiebedrijf van ijsbergsla. Een beurscommissie in Middenmeer maakt voor de aardappelrassen Irene, Eigenheimer, Bildtstar en Bintje een prijsnotering.
Er is een vliegveld ten oosten van de dorpskern voor lichtgewicht vliegtuigen, met een onverharde start- en landingsbaan.

### Datacenters op Agriport A7
Het bedrijventerrein Agriport A7 is ingericht voor grootschalige, energie-intensieve bedrijven. De gemeente had in het Gebiedsplan Wieringermeer 1000 hectare voor dergelijke bedrijven gereserveerd, maar de gemeenteraad vindt 750 hectare genoeg. Het gebied blijkt in trek bij datacenters.
In december 2013 maakte Microsoft bekend hier een datacenter van 40 hectare te bouwen. Het complex kostte zo'n twee miljard euro, levert 150 tot 200 vaste banen op en is in november 2015 in gebruik genomen. Het faciliteert clouddiensten en verbetert de capaciteit voor Europa, het Midden-Oosten en Afrika. Microsoft heeft deze locatie gekozen vanwege de nabijheid van het internetknooppunt Amsterdam Internet Exchange en de leveringszekerheid van elektriciteit. Intussen heeft Microsoft hier meerdere datacenters gebouwd, waarmee het gezamenlijk grondgebruik op ruim 110 hectare is gekomen.
Bedrijven zien de regio in relatie tot Metropoolregio Amsterdam (MRA), waar de grond schaars wordt. Google LLC heeft 71 hectare gekocht, kreeg eind 2018 een vergunning, is begonnen met bouwen en hoopt medio 2020 operationeel te zijn met 125 werknemers. Begin 2018 heeft Netflix 70 hectare grond overgenomen van Agriport A7. CyrusOne heeft eind 2018 een optie genomen op 33 hectare om voor derden, mogelijk Amazon, een datacenter van 270 megawatt te bouwen..
Tegen de datacenters ontstaat vanuit de lokale bevolking steeds meer weerstand. De vaak grote gebouwen verbruiken zeer veel stroom en prediken groen te zijn door gebruik te maken van stroom opgewekt door het nabije windpark Wieringermeer. De lokale bevolking die hinder ondervindt van de windmolens heeft hier zelf vrijwel geen profijt van. Ook de gevolgde werkwijze van het ambtelijk apparaat wekt vraagtekens en daarmee weerstand op.

## Verkeer
Middenmeer ligt aan de A7, de N242 en de N248. De haven van Middenmeer heeft een gedeelte voor pleziervaart en voor beroepsvaart. De haven wordt gevormd door de doodlopende Wieringerwerfvaart. Scheepvaart naar Medemblik (IJsselmeer) en naar Schagen (Noordhollandsch Kanaal) en Alkmaar via de Westfriesche Vaart.

## Bekende Middenmeerders
- Sicco Mansholt (Ulrum 1908-1995), (euro)politicus; in de eerste week na de bevrijding burgemeester van de gemeente Wieringermeer
- Marjan Schwegman (1951), historica; 2007-2016 directeur van het Nederlands Instituut voor Oorlogsdocumentatie (NIOD)
- Joke Hermsen (1961), schrijfster en filosofe